# Akgünler
Die Reederei Akgünler mit Sitz in Kyrenia betreibt Schiffsverkehrs zwischen der Türkei, Syrien und der Türkischen Republik Nordzypern. Das Unternehmen ist seit 1978 in der Tourismusbranche tätig und arbeitet seit 2003 mit der Fergün Shipping unter dem gemeinsamen Namen Akfer Sea Transportation zusammen.
Akgünler besitzt vier in Schweden und Norwegen gebaute Personen-Katamarane für insgesamt 1498 Passagiere sowie zwei RoRo-Fähren, die in Deutschland und Dänemark hergestellt wurden und mit denen 580 Passagiere befördert werden können.
Die Schiffe haben alle ISM- und ISPS-Zertifikate und sind entsprechend den SOLAS-Regeln klassifiziert. Das Hauptbüro des Schifffahrtsunternehmens ist in Kyrenia.
Mit den Expressbooten werden die Linien Kyrenia–Taşucu und Kyrenia–Alanya zwischen Nordzypern und der Türkei sowie die Linie Famagusta–Latakia zwischen Nordzypern und Syrien bedient.
Die Autofähre verkehrt zwischen Kyrenia und Taşucu.